# قمر كويكبي

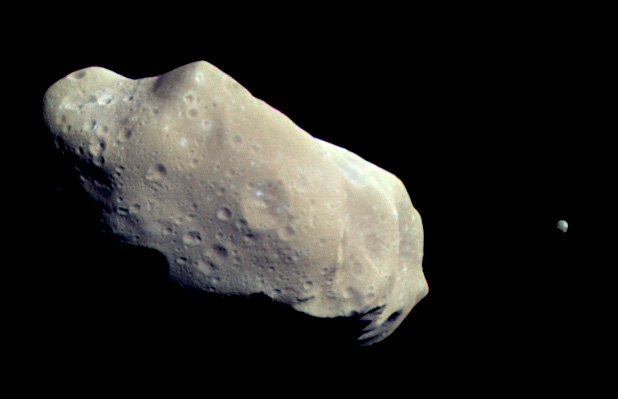
243 إيدا

القمر الكويكبي هو جسم فلكي يدور حول كوكب صغير يشبه قمره الطبيعي. اعتبارًا من كانون الثاني (يناير) 2020، كان هناك ما يقارب من 384 كويكباً صغيرًا معروفًا أو يشتبه في وجود أقمار لها. تعتبر اكتشافات أقمار الكواكب الصغيرة (والأجسام الثنائية، بشكل عام) مهمة جدا وذلك لأن تحديد مداراتها يوفر تقديرات حول كتلتها وكثافتها الأولية، مما يتيح لمراقبة ومعرفة خصائصها.[بحاجة لمصدر] كان أول ذكر في العصر الحديث لإمكانية وجود قمر كويكبي مرتبطًا بسحر اشعة النجم الساطع غاما سيتي بواسطة الكويكب 6 هيبي في عام 1977. اكتشف المراقب و عالم الفلك الهاوي بول د. مالي، اختفاءًا لا لبس فيه لمدة 0.5 ثانية للنجمة التي ترى بالعين المجردة هذه من موقع بالقرب من فيكتوريا، تكساس. بعد عدة ساعات، تم الإبلاغ عن العديد من الملاحظات في المكسيك المنسوبة إلى الغموض بواسطة 6 هيب نفسها. على الرغم من عدم تأكيد ذلك، فإن هذا يوثق أول حالة موثقة رسميًا لرفيق مشتبه به يتبع كويكب.

(357439) 2004 BL86

## التسميات
بالإضافة إلى مصطلحي القمر والتابع، يُستخدم مصطلح «ثنائي» (الكوكب الصغير الثنائي) في بعض الأحيان للكواكب الصغيرة ذات الأقمار، و «ثلاثي» للكواكب الصغيرة ذات القمرين. إذا كان الكائن أكبر من البقية، فيمكن الإشارة إليه على أنه الأساسي ومرافقته على أنه ثانوي. يستخدم مصطلح الكويكب المزدوج أحيانًا للأنظمة التي يكون فيها الكويكب والقمر متساويين تقريبًا في الحجم، بينما يميل الثنائي إلى استخدامه بشكل مستقل عن الأحجام النسبية للمكونات. عندما تكون الكواكب الصغيرة الثنائية متشابهة في الحجم، يشير مركز الكواكب الصغيرة (MPC) إليها على أنها «رفاق ثنائيون» بدلاً من الإشارة إلى الجسم الأصغر كقمر تباع. من الأمثلة الجيدة على الثنائي الحقيقي نظام 90 Antiope، الذي تم تحديده في أغسطس 2000. غالبًا ما يشار إلى الأقمارالصغيرة بالقمر الكويكبي.

## معالم الاكتشاف
قبل عصر تلسكوب هابل الفضائي ومسبارات الفضاء التي وصلت إلى النظام الشمسي الخارجي، اقتصرت محاولات اكتشاف الأقمار الكويكبية حول الكويكبات على عمليات المراقبة البصرية من الأرض. على سبيل المثال، في عام 1978، تم الادعاء بملاحظات كسوف نجمي كدليل على القمر الكويكبي للكويكب 532 Herculina. ومع ذلك، لم يكشف التصوير في وقت لاحق بواسطة تلسكوب هابل عن قمرتابع، والإجماع الحالي هو أن هيركولينا ليس لديه قمر كويكبي مهم. هنا كانت تقارير أخرى مماثلة عن الكويكبات التي لديها رفاق (يشار إليها عادة بالأقمار الكويكبية) في السنوات التالية. أيضًا، أشارت رسالة في مجلة Sky & Telescope في هذا الوقت إلى فوهات تأثير متزامنة على الأرض (على سبيل المثال، بحيرات كليرووتر في كيبيك)، تشير إلى أن هذه الحفر ناتجة عن أزواج من الأجسام المرتبطة بالجاذبية.
في عام 1993، تم تأكيد أول قمر كويكب عندما اكتشف مسبار غاليليو أن Dactyl الصغير يدورحول إيدا (243) في حزام الكويكبات.تم اكتشاف الثاني حوالي 45 Eugenia في عام 1998. [9] وفي عام 2001، أصبح 617 Patroclus ورفيقه من الحجم نفسه Menoetius أول كويكبات ثنائية معروفة ضمن طروادة مشترية.

## القواسم المشتركة
من بين الكويكبات، يقدر أن 2 ٪ سيكون لها أقمار كويكبية، من بين الأجسام العابرة لنبتون (TNO)، يُعتقد أن 11 ٪ كائنات ثنائية أو متعددة، ومعظم TNOs الكبيرة لديها تابع واحد على الأقل، بما في ذلك جميع الكواكب القزمة الأربعة المدرجة في الاتحاد الفلكي الدولي. تُعرف أكثر من 50 ثنائيات في كل مجموعة رئيسية: الكويكبات القريبة من الأرض، والكويكبات الحزامية، والأجسام العابرة لنبتون، ولا تشمل العديد من الادعاءات التي تعتمد فقط على اختلاف منحنى الضوء.
تم العثور على اثنين من الثنائيات حتى الآن بين القنطور مع محاور شبه رئيسية أصغر من نبتون. كلاهما له نظام حلقة مزدوجة حول 2060 Chiron و 10199 Chariklo ، وقد تم اكتشافهما في 1994-2011 و 2013 على التوالي.

## المنشأ
أصل أقمار الكواكب الصغيرة غير معروف حاليًا على وجه اليقين، وهناك مجموعة متنوعة من النظريات. النظرية المقبولة على نطاق واسع هي أن أقمار الكواكب الصغيرة تتكون من الحطام الذي تم إقصاؤه من التأثيرات الأولية. قد تتكون أزواج أخرى عندما يتم التقاط جسم صغير بواسطة جاذبية أكبر. إن التكوين بالاصطدام مقيد بالزخم الزاوي للمكونات، أي بالكتل وفصلها. تختلف مسافات المكونات للثنائيات المعروفة من بضع مئات الكيلومترات (243 Ida، 3749 Balam) إلى أكثر من 3000 كم (379 Huenna) للكويكبات. من بين TNOs ، تختلف الفواصل المعروفة من 3000 إلى 50000 كيلومتر.